# Pachydota striata
Pachydota striata là một loài bướm đêm thuộc phân họ Arctiinae, họ Erebidae.